# میدویل (ویرجینیای غربی)
میدویل (به انگلیسی: Midvale) یک منطقهٔ مسکونی در ایالات متحده آمریکا است که در شهرستان آپشور، ویرجینیای غربی واقع شده‌است. میدویل ۵۶۲٫۹۷ متر بالاتر از سطح دریا واقع شده‌است.